# Finschhafeni csata
A finschhafeni csata egy ütközet volt a második világháború csendes-óceáni hadszínterén, Új-Britannián 1943. szeptember 22. és október 28. között. A Huon-félszigetért folyó csatában a szövetségesek kiszorították Finschaffenből a japánokat.

## Előzmények
Finschhafen, a korábbi német kikötő az új-britanniai Huon-félsziget keleti csúcsán feküdt, és az ütközet kirobbanásakor japán kézben volt. Az ausztrál támadás a település ellen a Postern hadművelet második szakaszának nyitánya volt. A hadmozdulatok egy nagyobb akció, a Cartwheel hadművelet részei voltak, amely arra irányult, hogy a szövetségesek elszigeteljék a rabauli nagy japán haditengerészeti bázist és légitámaszpontot.
A hadművelet első felvonása a Salamaua–Lae–hadjárat volt, amelynek eredményeként Salamaua és Lae városa is elesett szeptember közepén. Az ausztrál csapatok ezután két részre váltak: a hetedik hadosztály a Markham- és a Ramu-völgybe vonult, a kilencedik pedig elindult Finschhafen felé. A település jelentőségét az adta, hogy birtoklásával ellenőrizni lehetett a Vitiaz-szoros forgalmát. Adacsi Hatazó, a japán 18. hadsereg parancsnoka úgy döntött, hogy megvédi a települést, és megpróbálja blokkolni a szövetséges inváziót.

## Invázió

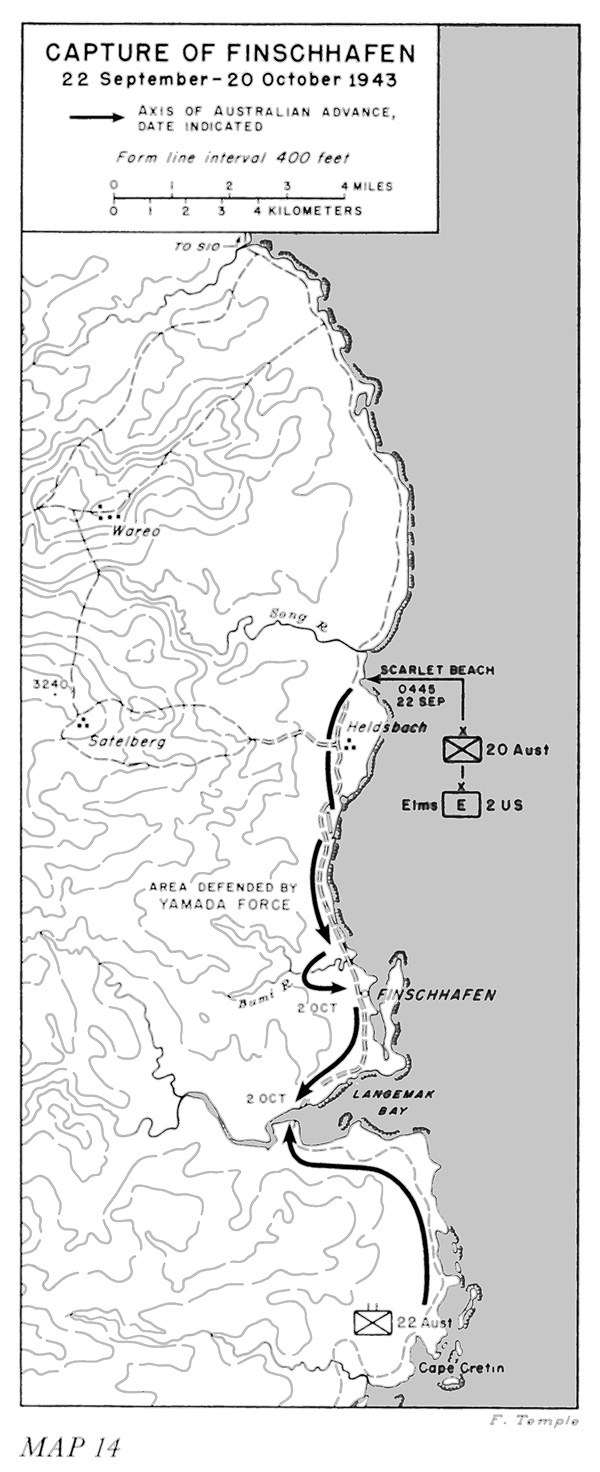
A hadmozdulatok térképe

George Wootten ausztrál tábornok stábja szeptember 17-én kezdte meg a részletes tervek kidolgozását, mindössze öt nappal a partraszállás előtt. Pontos felderítési adatok nem álltak rendelkezésükre a japán pozíciókról és erőkről, de úgy becsülték, hogy legfeljebb néhány százan védik a területet. Valójában ötezer japán katona tartózkodott Finschhafenben és más part menti helyőrségekben. Az akcióra a 20. dandárt jelölték ki, amelyik már Laétól keletre is partra szállt korábban. Az időpontot illetően vita volt a szövetségesek között, ugyanis az amerikaiak egy éjfél utáni, míg az ausztrálok a hajnali derengésben végrehajtott invázió mellett voltak. Végül az ausztrál elképzelés győzött.
A partraszállás helyszínének a Finschhafentől északra, de a Song-folyótól délre eső területet választották ki. A partot két szakaszra – Skarlát-part és Vörös-part – osztották. A tervezők abban bíztak, hogy a kiválasztott terület elég messze van a fő japán állásoktól, amelyeket a kikötőtől délre feltételeztek. A tervek szerint a 2/17. zászlóalj a jobb, a 2/13. a bal oldalon száll partra a kijelölt szakaszon.
Szeptember 22-én öt romboló 11 percen keresztül lőtte a partot, majd némileg kaotikusan, szétszóródva partra szálltak az ausztrál katonák. A japán ellenállás, amely a Song-folyó környékére korlátozódott, gyenge volt. Amikor a harmadik hullám partot ért, a japánok már feladták állásaikat, és visszavonultak dél felé. A nap végére az ausztrálok elérték Heldsbachot, amely a parttól délre, nagyjából másfél kilométerre feküdt. Estére 5300 szövetséges katonát, 180 járművet, 32 ágyút és 850 tonna felszerelést tettek partra a kétéltű járművek. Ugyanezen a napon a 22. zászlóalj elindult a tengerpart mentén Laéból Finschhafen felé.
Az ausztrálok a partraszállás másnapján megkezdték a nyomulást dél felé: az élen a 2/15. zászlóalj haladt, a tartalék a 2/13. volt. A Bumi-folyónál japán csapatokba futottak, amelyeket a szárazföld felé haladva átkaroltak. Szeptember 24-én átkeltek a folyón. Másnap rendezték soraikat. Az ausztrálok ezen a napon Sattelbergnél összecsaptak a japánokkal, és megfutamították őket. Szeptember 26-án a 2/15. és a 2/13. zászlóalj súlyos harcokba bonyolódott Finschhafentől délnyugatra. A csapatok a nehéz terep és az esős időjárás miatt csak lassan haladtak előre. Szeptember 27-én az ausztrálok komoly erősítést kértek, de a főparancsnokság úgy ítélte meg, hogy egy zászlóalj elég lesz.
Finschhafent ekkor mintegy ötezer japán katona védte. Október 1-jén az ausztrálok, légitámadásokkal támogatva, megindultak a védelmi pozíciók ellen. Az előrehaladás lassú volt, de délutánra több kulcsfontosságú japán állás elesett. Kakakognál tíz ausztrál meghalt, hetven megsebesült. Délen a 22. ezred gyorsan haladt előre a parton, mivel a japánok több pozíciójukat evakuálták. Finschhafen október 2-án elesett, miután a japánok az éjszaka folyamán kiürítették. A városba érkező ausztrálokat mindössze hat japán katona várta, közülük három fogságba esett. Ugyanezen a napon a 22. ezred megérkezett délről.

## Japán ellentámadás

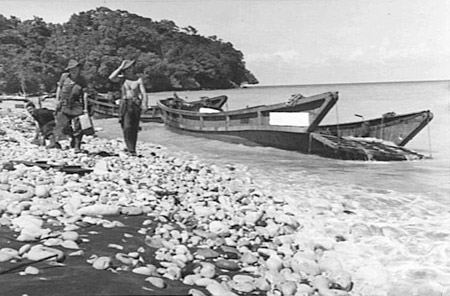
Japán partraszálló bárka roncsa a Skarlát-parton

Az ausztrálok fontos dokumentumokat találtak a városban a japán erőkről és terveikről. A 24. ezredet Finschhafenbe hajózták, majd a 9. hadosztály főhadiszállása is a városba költözött. Az erősítések ellenére az ausztrál védelem elég gyenge volt, csak két ezred tartott egy nagyjából harminc kilométer hosszú, keskeny parti sávot, amely Dreger Harbourtól Bongáig terjedt.
A japánok háromirányú ellentámadást terveztek. A 79. ezred a Skarlát-partot támadta, a 80. kicsit délebbre próbálta meg áttörni a védelmet Sattelbergnél Jivevaneng felé, míg a harmadik egység kétéltű támadással tört a Skarlát-parton a védők hátába. Az ausztrál felderítés adatai alapján Wootten tábornok a Skarlát-part körül összpontosította két ezredét. Az akció október 16-án kezdődött Jivevanengnél. Öt hullámban támadták az ausztrálokat, de visszaverték őket. A 79. ezred nagyobb sikert ért el, mert a japánok több helyen is átcsúsztak a védelmi vonalon, és ezzel a Skarlát-part déli végét fenyegették.
A kétéltű támadás teljes kudarc lett. Október 17-én hajnalban a japán légierő támadta a hídfőt, de nem okozott komoly kárt. Ezután három partra szálló bárka érkezett, de heves tüzérségi tűz fogadta őket. Két hajónak sikerült elérnie a partot, de a katonákat földhöz szegezte a tűz. Az ausztrálok vesztesége egy halott és négy sebesült volt. Eközben a japán 79. ezrednek sikerült magaslati állásokat elfoglalni a parttól néhány kilométerre. Az ausztrálok erősítést kaptak, köztük 18 harckocsit. A japánok ennek ellenére elérték a tengert, és az ausztrál hídfő három részre szakadt, de az ellentámadás kifulladt.
Az ausztrálok október 19-én kifüstölték a japánokat a magaslati pozíciókból a parttól nyugatra. Emiatt a Katika körüli alakulatok is visszavonultak, és a hídfőt újra egyesítették. Október 23-án amerikai utászok szálltak partra a Langemak-öbölben, és megkezdték a repülőtér építését. Október 28-án az utolsó nagyobb japán egységet is visszavetették Sattelbergtől és Wareótól.
A finschhafeni csatában 49 ausztrál elesett, 179 megsebesült. A teljes japán veszteség 1500 katona volt. A három ausztrál ezrednek két hónapjába került, hogy a Finschhafen, Sattelberg és Wareo körüli területet megtisztítsa. A következő nagyobb akcióra 1945 januárjáig várni kellett, ekkor az amerikaiak partra szálltak Saidornál, a siói japán bázistól nyugatra. Ezt követően a japánok nyugat felé visszavonultak, és az ausztrálok elfoglalhatták a part menti sávot az amerikai hídfőig.